# Пескотнево
Пескотнево — деревня в Буйском районе Костромской области. Входит в состав Барановского сельского поселения.

## География
Находится в западной части Костромской области на расстоянии приблизительно 4 км на восток по прямой от районного центра города Буй.

## История
В 1872 году здесь было учтено 2 двора, в 1907 году — 9.

## Население
Постоянное население составляло 17 человек (1872 год), 47 (1897), 48 (1907), 2 в 2002 году (русские 100 %), 0 в 2022.